# Елизарова, Дарья Сергеевна
Дарья Сергеевна Елизарова (род. 26 января 1991 года) — узбекская и российская гимнастка.

## Карьера
Воспитанница тульской гимнастики. Первый тренер - Е.В. Гайдерова. Позже тренером стала О.С. Баранова. На юниорском первенстве Европы 2006 года заняла первое место на бревне, в многоборье и в командном первенстве.
Некоторое время выступала за Узбекистан. В составе сборной Узбекистана стала призёром Азиады-2010.
Вернувшись в Россию, стала одной из ведущих гимнасток.

## Результаты
| Год  | Турнир           | Многобор. | Многобор. | Опорный прыжок | Разновысокие брусья | Бревно | Вольные упражнения |
| Год  | Турнир           | Ком.      | Лич.      | Опорный прыжок | Разновысокие брусья | Бревно | Вольные упражнения |
| ---- | ---------------- | --------- | --------- | -------------- | ------------------- | ------ | ------------------ |
| 2010 | Чемпионат мира   |           |           |                |                     |        |                    |
| 2010 | Азиатские игры   | 3         | 4         |                | 4                   | 8      | 8                  |
| 2011 | Чемпионат мира   |           |           |                |                     |        |                    |
| 2013 | Кубок России     |           | 8         |                |                     |        | 6                  |
| 2014 | Чемпионат России | 1         | 8         |                |                     | 8      |                    |
| 2014 | Кубок России     | 3         | 6         |                |                     | 6      | 2                  |
| 2015 | Чемпионат России | 1st       | 9th       |                |                     | 7th    |                    |
| 2015 | Кубок Дитятина   | 2         | 1         | 3              |                     | 1      | 1                  |
| 2015 | Универсиада      | 1         | 7         | 3              |                     |        | 2                  |

## Образование
Магистрантка Смоленской государственной академии физической культуры, спорта и туризма.